# Hệ thống điều khiển động cơ

## 1.  Lịch  sử phát triển
Vào thế kỷ XIX, một kỹ sư người Pháp - ông Stevan - đã nghĩ  ra cách phun nhiên liệu cho một máy nén khí. Sau đó một thời gian, một người Đức đã cho phun nhiên liệu vào buồng cháy nhưng không mang lại hiệu quả. Đầu thế kỷ XX, người Đức áp dụng hệ thống phun nhiên liệu trong động cơ 4 thì tĩnh  tại (nhiên liệu dùng trên động cơ này là dầu hỏa nên hay bị kích nổ và hiệu suất rất thấp). Tuy nhiên, sau đó sáng kiến này đã được ứng dụng thành công trong việc chế tạo hệ thống cung cấp nhiên liệu cho máy bay ở Đức. Đến năm 1966, hãng BOSCH đã thành công trong việc chế tạo hệ thống phun xăng kiểu cơ khí. Trong hệ thống phun xăng này, nhiên liệu được phun liên tục vào trước supap hút nên có tên gọi là K – Jetronic (K- Konstant – liên tục, Jetronic – phun). K – Jetronic được đưa vào sản xuất và ứng dụng trên các xe
Tên tiếng Anh của K-Jetronic là CIS (continuous injection system) đặc trưng cho các hãng xe châu Âu và có bốn loại cơ bản cho CIS là: K – Jetronic, K –Jetronic – với cảm biến oxy và KE – Jetronic (có kết hợp điều khiển bằng điện tử) hoặc KE – Motronic (kèm điều khiển góc đánh lửa sớm). Do hệ thống phun cơ khí còn nhiều nhược điểm nên đầu những năm 80, BOSCH đã cho ra đời hệ thống phun sử dụng kim phun điều khiển bằng điện. Có hai loại: hệ thống L-Jetronic (lượng nhiên liệu được xác định nhờ cảm biến đo lưu lượng khí nạp) và D-Jetronic (lượng nhiên liệu được xác định dựa vào áp suất trên đường ống nạp).
Đến năm 1984, người Nhật (mua bản quyền của BOSCH) đã ứng dụng hệ thống phun xăng L-Jetronic và D-Jetronic trên các xe của hãng Toyota (dùng với động cơ 4A – ELU). Đến năm 1987, hãng Nissan dùng L – Jetronic thay cho bộ chế hòa khí của xe Nissan Sunny.
Song song, với sự phát triển của hệ thống phun xăng, hệ thống điều khiển  đánh lửa theo chương trình (ESA – electronic spark advance) cũng được đưa vào sử dụng vào những năm đầu thập kỷ 80. Sau đó, vào đầu những năm 90, hệ thống đánh lửa trực tiếp (DIS – direct ignition system) ra đời, cho phép không sử dụng delco và hệ thống này đã có mặt trên hầu hết các xe thế hệ mới.
Ngày nay, gần như tất cả các ôtô đều được trang bị hệ thống điều khiển động cơ cả xăng và diesel theo chương trình, giúp động cơ đáp ứng được các yêu cầu gắt gao về khí xả và tính tiết kiệm nhiên liệu. Thêm vào đó, công suất động cơ cũng được cải thiện rõ rệt.
Những năm gần đây, một thế hệ mới của động cơ phun xăng đã ra đời. Đó là động cơ phun trực tiếp: GDI (gasoline direct injection). Trong tương lai gần, chắc chắn GDI sẽ được sử dụng rộng rãi.

## 2.  Phân loại và ưu nhược điểm
1. Phân loại
Hệ thống phun nhiên liệu có thể được phân loại theo nhiều kiểu.
Nếu phân biệt theo cấu tạo kim phun, ta có hai loại:
Loại CIS (continuous injection system)
Đây là kiểu sử dụng kim phun cơ khí, gồm bốn loại cơ bản:
Hệ thống K – Jetronic: việc phun nhiên liệu được điều khiển hoàn toàn bằng cơ khí.
Hệ thống K – Jetronic có cảm biến khí thải: có thêm một cảm biến oxy.
Hệ thống KE – Jetronic: hệ thống K-Jetronic với mạch điều chỉnh áp lực phun bằng điện tử.
Hệ thống KE – Motronic: kết hợp với việc điều khiển đánh lửa  bằng điện tử.
Loại AFC (air flow controlled fuel injection)
Sử dụng kim phun điều khiển bằng điện. Hệ thống phun xăng với kim phun điện có thể chia làm hai loại chính:
D-Jetronic (xuất phát từ chữ Druck trong tiếng Đức là áp suất): với lượng xăng phun được xác định bởi áp suất sau cánh bướm ga bằng cảm biến MAP (manifold absolute pressure sensor).
L-Jetronic (xuất phát từ chữ Luft trong tiếng Đức là không khí): với lượng xăng phun được tính toán dựa vào lưu lượng khí nạp lấy từ cảm biến đo gió loại cánh trượt. Sau đó có các phiên bản: LH – Jetronic với cảm biến đo gió dây nhiệt, LU – Jetronic với cảm biến gió kiểu siêu âm...
Nếu phân biệt theo vị trí lắp đặt kim phun, hệ thống phun xăng AFC được chia làm hai loại:
Loại TBI (Throttle Body Injection) - phun đơn điểm
Hệ thống này còn có các tên gọi khác như: SPI (single point injection), CI (central injection), Mono – Jetronic. Đây là loại phun trung tâm. Kim phun được bố trí phía trên cánh bướm ga và nhiên liệu được phun bằng một hay hai kim phun. Nhược điểm của hệ thống này là tốc độ dịch chuyển của hòa khí tương đối thấp do nhiên liệu được phun ở vị trí xa supap hút và khả năng thất thoát trên đường ống nạp.
Loại MPI (Multi Point Fuel Injection) - phun đa điểm
Đây là hệ thống phun nhiên liệu đa điểm, với mỗi kim phun cho từng xylanh được bố trí gần supap hút (cách khoảng 10 – 15 mm). Ống góp hút được thiết kế sao cho đường đi của không khí từ bướm ga đến xylanh khá dài, nhờ vậy, nhiên liệu phun ra được hòa trộn tốt với không khí nhờ xoáy lốc. Nhiên liệu cũng không còn thất thoát trên đường ống nạp. Hệ thống phun xăng đa điểm ra đời đã khắc phục được các nhược điểm cơ bản của hệ thống phun xăng đơn điểm. Tùy theo cách điều khiển kim phun, hệ thống này có thể chia làm ba loại chính: phun độc lập hay phun từng kim (independent injection), phun nhóm (group injection) hoặc phun đồng loạt (simultaneous injection).
Nếu căn cứ vào đối tượng điều khiển theo chương trình, người ta chia hệ thống điều khiển động cơ ra ba loại chính: chỉ điều khiển phun xăng (EFI -  electronic fuel injection theo tiếng Anh hoặc Jetronic theo tiếng Đức), chỉ điều khiển đánh lửa (ESA - electronic spark advance) và loại tích hợp tức điều khiển cả phun xăng và đánh lửa (hệ thống này có nhiều tên gọi khác nhau: Bosch đặt tên là Motronic, Toyota có tên (TCCS - Toyota Computer Control System), Nissan gọi tên là (ECCS - Electronic Concentrated Control System...) Nhờ tốc độ xử lý của CPU khá cao, các hộp điều khiển động cơ đốt trong ngày nay thường gồm cả chức năng điều khiển hộp số tự động và quạt làm mát động cơ.
Nếu phân biệt theo kỹ thuật điều khiển ta có thể chia hệ thống điều khiển động cơ làm hai loại: analog và digital. 
Ở những thế hệ đầu tiên xuất hiện từ 1979 đến 1986, kỹ thuật điều khiển chủ yếu dựa trên các mạch tương tự (analog). Ở các hệ thống này, tín hiệu đánh lửa lấy từ âm bobine được đưa về hộp điều khiển để, từ đó, hình thành xung điều khiển kim phun. Sau đó, đa số các hệ thống điều khiển động cơ đều được thiết kế, chế tạo trên nền tảng của các bộ vi xử lý (digital).
Ưu điểm của hệ thống phun xăng
- Có thể cấp hỗn hợp khí nhiên liệu đồng đều đến từng xylanh.
- Có thể đạt được tỉ lệ khí nhiên liệu chính xác với tất cả các dải tốc độ động cơ.
- Đáp ứng kịp thời với sự thay đổi góc mở bướm ga.
- Khả năng hiệu chỉnh hỗn hợp khí nhiên liệu dễ dàng: có thể làm đậm hỗn hợp khi nhiệt độ thấp hoặc cắt nhiên liệu khi giảm tốc.
Hiệu suất nạp hỗn hợp không khí – nhiên liệu cao.
- Do kim phun được bố trí gần supap hút nên dòng khí nạp trên ống góp hút có khối lượng thấp (chưa trộn với nhiên liệu) sẽ đạt tốc độ xoáy lốc cao, nhờ vậy, nhiên liệu sẽ không còn thất thoát trên đường ống nạp và hòa khí sẽ được trộn tốt hơn